# مدرسة تعليم أساسي

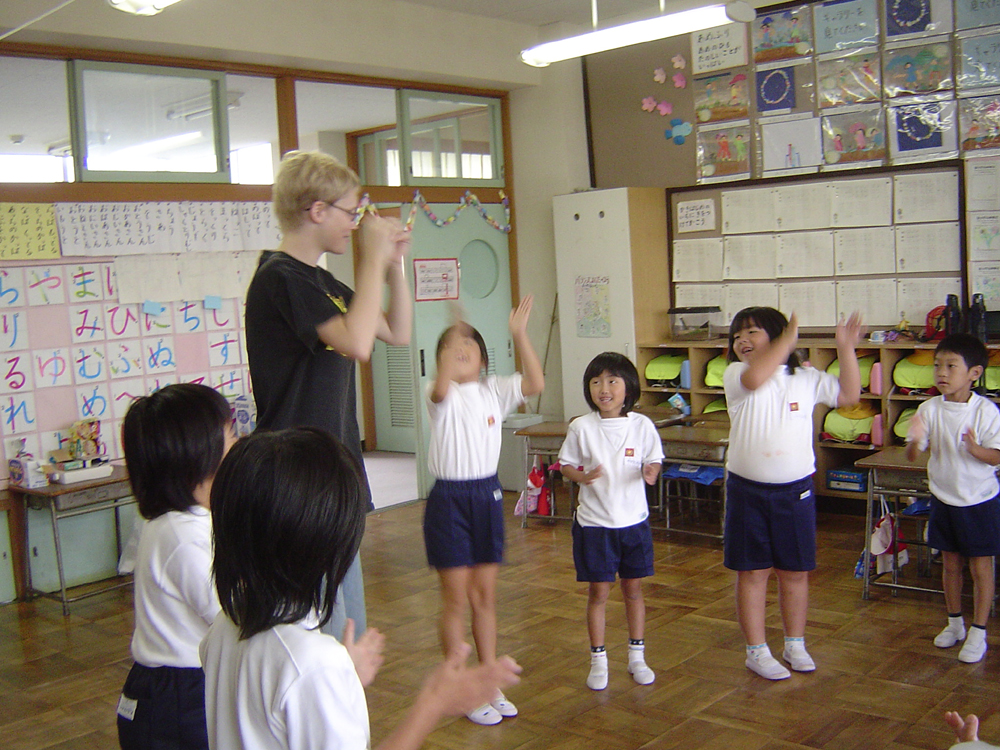
صف مدرسة تعليم أساسي في اليابان

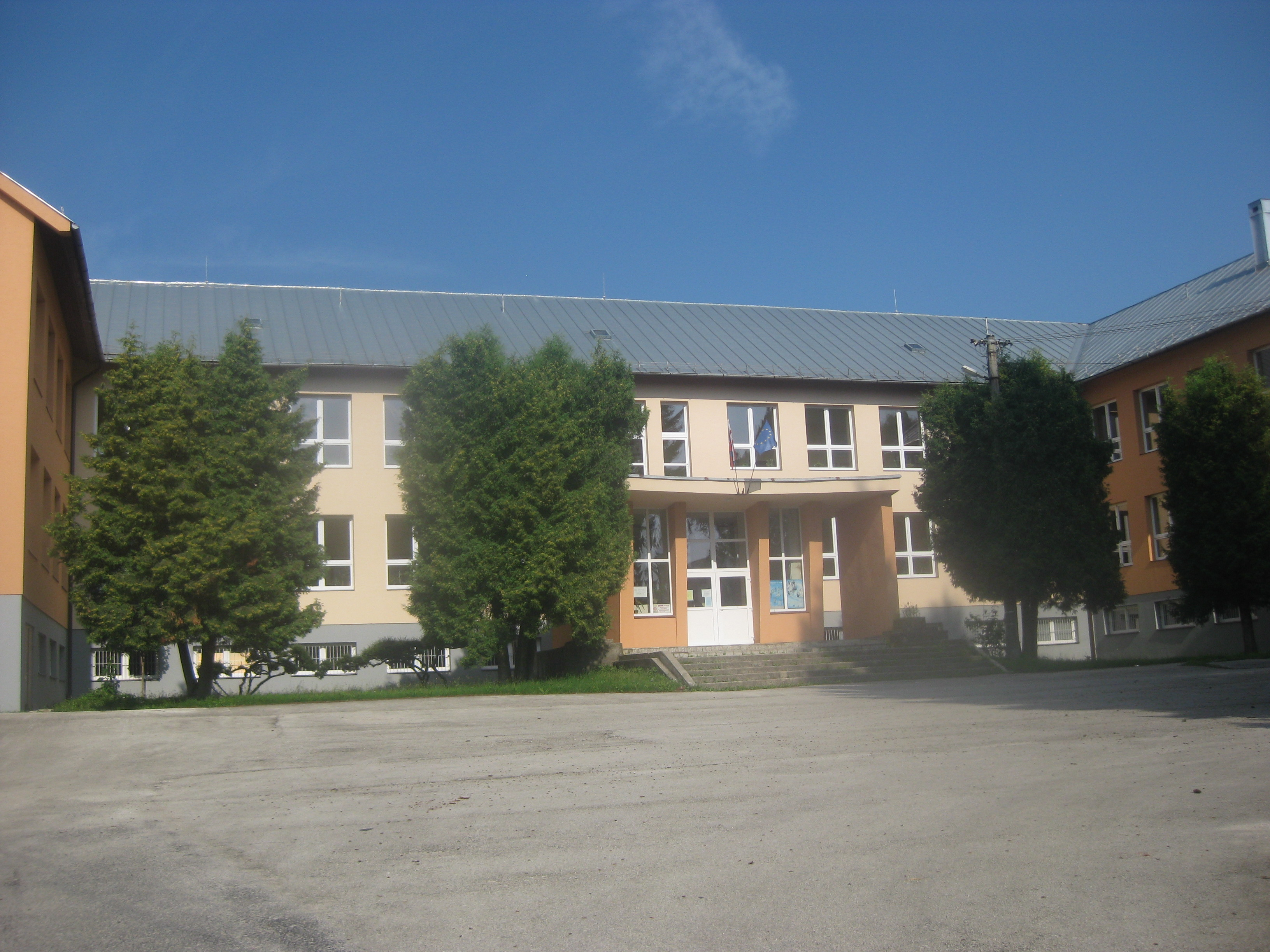
مدرسة تعليم أساسي في الكرز (منطقة جيلينا)، سلوفاكيا

مدرسة التعليم الأساسيّ (بالإنجليزية: Elementary school)‏ هي مدرسة للطلاب في أولى أعوامهم الدراسية، قبل أن يدخلوا التعليم الثانوي. تختلف أعمار الطلّاب في هذه المرحلة بحسب كل الدولة. وهذه المدارس جزء من التعليم الإلزامي، خاصّة في الدول الغربيّة والكثير من الدول الشرقيّة.

## روابط خارجيّة
- National Center for Education Statistics (NCES) (United States)
- Elementary Schools with Education and Crime Statistics (United States)